# Alla ska bada
Alla skall bada, med undertiteln en pjäs som urartar i sång och dans och musik och bad, är en revy i två akter med Galenskaparna och After Shave. Revyn, som hade premiär 1997, handlar om den musikintresserade greven Frans-Oskar Bryssel.
1935, Frans-Oskar far - Claes Eriksson

1945, Frans-Oskar 10 år - Per Fritzell

1955, Frans-Oskar 20 år - Thomas Hedengran

1965, Frans-Oskar 30 år - Jan Rippe

1975, Frans-Oskar 40 år - Anders Eriksson

1985, Frans-Oskar 50 år - Knut Agnred

1995, Frans-Oskar 60 år - Claes Eriksson
Knut Agnred spelar genom Frans-Oskars 40 första år en döv pianostämmare vid namn Eberhardt Vachs. Kerstin Granlund spelar alla de kvinnliga rollfigurena som passerar genom Frans-Oskars liv.
- I första akten får vi följa greven från vaggan till 60-årsåldern i sju tablåer - en för varje decennium. De manliga medlemmarna i gruppen spelar Bryssel i var sin tablå. Varje decennium har en typisk förnyelse av årtalet. Revyn följs till exempel av Andra världskriget, jazzmusiken, mobiltelefonen etc. Alla männen är klädda i tidstypiska kläder.

## 1935
Frans-Oskar Bryssel gestaltas inte av någon individ, utan betraktas ur en barnvagn typisk för tidsåret. I denna ca. 10 minuter långa sketch så spelar alla i gruppen varsin karaktär.
Claes Eriksson: Greve Oskar Bryssel, Frans-Oskars pappa

Kerstin Granlund: Grevinnan Isabella Bryssel, Frans-Oskars mamma

Per Fritzell: Mølle Jensen, dansk betjänt åt paret Bryssel

Anders Eriksson: Pastor  Bruno Grädde

Jan Rippe: Översten Lillebror Hjelte

Thomas Hedengran: Olle Andersson, man inom Folkets hus på orten

Knut Agnred: Eberhardt Vachs, döv och negativ pianostämmare, 50 år

## 1945
Frans-Oskar växer upp i slottet utan sin mamma och pappa med Eberhardt till sitt enda sällskap. I denna sketch har Andra Världskriget brutit ut i Europa och den svenska militären har annekterat slottet Frans-Oskar bor i. Och här får även greven besök av en advokat som ska informera honom om att hans föräldrar är döda, och att han får ärva slottet och en dold penningförmögenhet i Schweiz på det villkoret att han lär sig spela piano. Här skickas Frans-Oskar också iväg på internatskola.
Per Fritzell: Frans-Oskar 10 år

Claes Eriksson: Sergeant Göransson

Kerstin Granlund: Fröken Lotta Karlsson, hemvärnet

Jan Rippe: Soldat, alias "37:an" Solberg

Thomas Hedengran: Soldat, alias "75:an" Pyrén 

Anders Eriksson: Hilding Cronholm, advokat åt greven

Knut Agnred: Eberhardt Vachs, pianostämmare 60 år

## 1955
Frans-Oskar kommer tillbaka till sitt barndomshem efter att ha levt 10 år av sin uppväxt på internatskola, nu har jazzen blivit ännu mer populär i Sverige. Så nu ska Frans-Oskar bilda en jazzkvartett med tre av hans kompisar från skolan. Har även nu skaffat sin första tjej. Här får han också höra talas om något av de han inte visste fanns - bl.a. Elvis Presley och en TV.
Thomas Hedengran: Frans-Oskar 20 år

Kerstin Granlund: Gittan Plomgren, Frans-Oskars tjej

Per Fritzell: Uno, kompis från skolan

Jan Rippe: Herman, kompis från skolan

Claes Eriksson: Viktor, kompis från skolan

Anders Eriksson: Rock-Algot Fröman

Knut Agnred: Eberhardt Vachs, pianostämmare 70 år

## 1965
Nu har Frans-Oskar skaffat sin första fru och blivit nära kompis med en bankdirektör och fastighetsmäklare. Här märker man också snabbt hur "det nya nu" med The Beatles som ikoner slagit igenom när det gäller klädstil. 
Jan Rippe: Frans-Oskar 30 år

Claes Eriksson: Fastighetsmäklare Schöld

Per Fritzell: Bankdirektör Eje Wilhelmsson

Kerstin Granlund: Margareta, Frans-Oskars fru

Anders Eriksson: Son till Wilhelmsson

Thomas Hedengran: Son till Schöld

Knut Agnred: Eberhardt Vachs, pianostämmare 80 år

## 1975
Nu så har Frans-Oskar hittat en ny fru och gjort om slottet till ett allaktivitetshus så nu driver de ett kollektiv där alla medmänniskor ska kunna finna en fristad. Här är det hippiekultur och Frans-Oskar och alla i huset är vegetarianer och äter enbart ekologiska matprodukter. Här är en av deras intagna i kollektivet en Abba-besatt kille som går runt i Agnetha Fältskogs scenkläder. Här så blir också Eberhardt Vachs klar med pianostämningen av pianot, och går av scenen en aning långsamt.
Anders Eriksson: Frans-Oskar 40 år

Thomas Hedengran: Agne Söder, författare av "riktiga" barnböcker

Kerstin Granlund: Evy, Frans-Oskars nya fru som är batikkonstnär

Claes Eriksson: Långhårig, ungdomlig revoltör i kollektivet

Per Fritzell: Ungdomlig revoltör i kollektivet

Jan Rippe: Abba-fantasten Totte

Knut Agnred: Eberhardt Vachs, pianostämmare 90 år

## 1985
Nu har mobiltelefonen slagit igenom i samhället och alla har en splitter ny. Här ser man Frans-Oskar prata med en person i sin telefon, och varje mening avslutas; "Och ändå hörs det så bra". Här får också greven besök av två hantverkare som ska installera grevens nybeställda badkar, men besöket går inte riktigt som planerat. Idag är också den dag då det ska avgöras, om Frans-Oskar kan spela piano. I så fall får han ärva slottet och alla pengarna i Schweiz.
Knut Agnred: Frans-Oskar 50 år

Per Fritzell: Hantverkare

Claes Eriksson: Kjell, hantverkare

Anders Eriksson: Thomas Fogelstam, finanskonsult på banken

Jan Rippe: Jesper Lyse, börsmäklare

Kerstin Granlund: Hillevi Cronholm, advokat

Thomas Hedengran: Pontus Brandt, musikalisk expert

## 1995
Frans-Oskar visade sina gäster att han kan spela piano, och äger nu slottet och sina pengar från sitt hemliga konto i Schweiz - och planerar att satsa allt på sitt musikaliska drömprojekt.
Claes Eriksson: Frans-Oskar 60 år

Per Fritzell: Perry Como, Tama Gotchi, Stig-Arne Kongo, Lars-Erik Svensson, Bosse

Thomas Hedengran: Harry Como, Bjarne Sund, Erik Topp, Tosse

Knut Agnred: Jerry Como, Morgan Dag, Lennart Lars, Pongo Kongo, Jan-Olof Mellqvist, Nisse

Kerstin Granlund: Peggy Como, Sara Glad, Britt-Marie Svensson, Hildur

Jan Rippe: Bror Ägg, Ossian Kort, Bongo Kongo, Per-Erik, Lasse

Anders Eriksson: Hr Ägg, Silver Filipsson, Zingo Kongo, Hjalmar Flens, Musse
- Andra akten utspelar sig i slottets balsal där man framför en gnistrande musik-show. I finalnumret öppnades scengolvet till en badbassäng med tillhörande trampolin och badhytter. 25 statister i färgglada baddräkter vällde in på scenen och hela ensemblen badade.

Alla ska bada var den första produktionen efter Peter Rangmars död. Rangmar levde när Claes Eriksson påbörjade skrivandet, men efter Rangmars bortgång fick de ta in en ersättare. Skådespelaren Thomas Hedengran fick överta de roller som från början var menade för Peter Rangmar. Men Hedengran fick då ett helt nytt manus avsett för just honom.
Föreställningen hade premiär på Lorensbergsteatern i Göteborg i oktober 1997 och blev som alltid när det gäller Galenskaparna och After Shave en långkörare. 1998 gjordes filminspelningen på Lorensbergsteatern och våren 1999 spelades föreställningen på Göta Lejon i Stockholm.